# Avezzano
Avezzano er den næststørste by i provinsen L'Aquila, der ligger i regionen Abruzzo i det centrale Italien. Den er det kommercielle, industrielle og landbrugsmæssige center for det område, der kaldes Marsica, efter folkeslaget marserne, der tidligere boede der. Avezzano huser flere højteknologiske virksomheder, blandt andet en afdeling af Micron Technology og en jordstation for firmaet Telespazio, der blandt andet kontrollerer de to italienske Italsat satellitter.

## Geografi
Avezzano har mod syd den indtørrede Fucinosø, mod vest Salviano-bjerget, mod nord Velino-bjerget og mod øst markerne omkring San Pelino. Byen ligger i 695 meter højde og er efterhånden udbygget i retning mod Velino. Den gamle bydel er koncentreret omkring Orsini-borgen. Terrænet består af mange bakker, og det hæver sig imod nord og nordvest.

## Klima
Med sin placering i udkanten af højsletten omkring Fucino, har Avezzano et relativt køligt klima sammenlignet med andre byer, der ligger i Apenninerne. Gennemsnitstemperaturen i den koldeste måned, januar, er på 2,3 °C, mens den varmeste måned, august, har en en temperatur på 21,9 °C. De mest ekstreme temperaturer, der er målt, er -27 grader i bymidten, hvilket er kulderekord for en by i Abruzzo, og -33,5 grader ved den nærliggende jordstation for Telespazio, målt i 1985.
Den årlige nedbør ligger omkring 820 mm, fortrinsvis sidst på året. Om vinteren kan der komme en del sne, og den kan godt blive liggende nogle dage. Af den grund taler man om et specielt mikroklima for Fucino-højsletten.
| Seneste 20 år             | Jan  | Feb  | Mar  | Apr  | Maj  | Jun  | Jul  | Aug  | Sep  | Okt  | Nov  | Dec | Året |
| ------------------------- | ---- | ---- | ---- | ---- | ---- | ---- | ---- | ---- | ---- | ---- | ---- | --- | ---- |
| Temperatur max. gnm. (°C) | 5,7  | 7,5  | 10,9 | 14,8 | 19,8 | 23,6 | 26,9 | 27,1 | 23,1 | 18,4 | 12,6 | 7,2 | 16,5 |
| Temperatur min. gnm. (°C) | -1,8 | -0,9 | 1,7  | 4,7  | 8,3  | 11,6 | 13,6 | 13,8 | 11,4 | 7,0  | 4,3  | 0,3 | 6,2  |

## Historie
Der er flere forklaringer på bynavnet oprindelse. En af dem går på, at området i romersk tid tilhørte Vetii familien, senere kaldet Vezzia. Det skulle således være betegnelsen "ad vezzianum", der blev til "Avezzano". En anden forklaring går på, at der i området fandtes et Janus-tempel, og at udtrykket "Ave Giano" (Til ære for Janus) blev til "Avezzano"
Den ældste brug af navnet Avezzano forekommer hos munken (og senere kardinal) Leo af Ostia, der i sin krønike, skrevet i Monte Cassino, omtaler kirken San Salvatore i Avezzano i sin beskrivelse af året 854. Næste omtale sker i et brev fra Berengar 2., der havde titlen som konge af Italien 950-963, og som i et dokument fra år 953 omtalte Avezzano som en by under klostret i Bareggio. Byen voksede i denne periode, og i 1156 nævnes det, at den nu er omgivet af mure, og i 1181 er den ikke længere underlagt kirken, men regeres nu af greverne af Manoppello. Byen hørte på denne tid under kongeriget Sicilien og senere kongeriget Napoli. Titlen som lensherrer skiftede senere fra Manoppello til en gren af Orsini-familien, der i 1490 opførte en borg i byen. I slutningen af det 16. århundrede fik byen status som lokalt administrativt center, og det medførte en udbygning af både byen og borgen. Bag udbygningen af borgen stod Colonna-familien, som havde overtaget forleningen af byen. Den berømte admiral Mercantonio Colonna føjede i 1575 en ekstra etage til borgen, så han fik udsigt til Fucinosøen, og han sørgede også for haveanlæg på stedet.
Det blev en stor omvæltning for Avezzano, da den nærliggende Fucinosø blev udtørret i 1875. Søen var den største i Mellemitalien og den var rig på fisk, men den havde intet naturligt afløb, og det gjorde den til udklækningssted for malariamyg og betød også, at den i fugtige år svulmede op og oversvømmede omgivelserne. På den gamle søbund opstod et særdeles frodigt landbrugsområde.
Den 13. januar 1915 blev Avezzano ramt af et af de kraftigste jordskælv, der nogensinde er registreret i Italien. Omkring 30.000 mennesker mistede livet, heraf alene 9.238 i Avezzano. Yderligere blev omkring 120.000 mennesker gjort hjemløse ved katastrofen. Byen blev totalt jævnet med jorden, og kun en fløj af Orsini-borgen stod tilbage efter skælvet. Af byens omkring 11.000 indbyggere slap kun ca. 300 uskadt fra begivenheden.
Byen blev genopbygget med lige, parallelle gader og grønne områder, og kom hurtigt på fode igen.

## Demografi
Befolkningsudviklingen i Avezzano, 1861 – 2001:
Grafen viser at befolkningstallet er femdoblet siden Italiens samling i 1861. På trods af, at byen nærmest blev udslettet ved jordskælvet i 1915, havde kommunen allerede i 1921 næsten samme indbyggertal som før katastrofen.

## Seværdigheder
Den genopførte by rummer ikke de store seværdigheder. Resterne af Orisini-borgen er senere blevet brugt til flere forskellige formål, og der er nu planer om at lade borgen indgå i et museum. Omgivelserne kan beses.

## Transport
Avezzano har siden 1888 været en station på jernbanen mellem Rom og Pescara. I 1902 åbnede jernbanestrækningen til Roccasecca, og derfra kunne man komme videre til Napoli. I 1969 blev byen yderligere forbundet med Rom via motorvejen A25, der i 1978 blev ført videre til Pescara.